# Luciano Moreyra
Luciano Andrés Moreyra (Rosario, Argentina; 1 de enero de 1989) es un futbolista argentino que juega de defensa y su equipo actual es el Gualaceo de la Serie B de Ecuador.

## Trayectoria
Realizó las inferiores en Boca Juniors de Argentina. Después jugó en las reservas además de entrenar con el plantel de principal pero por motivos personales salió del club. Luego jugó en Uruguay.
Al retornar a su país natal disputó la Primera B Metropolitana con Colegiales, aunque también en los clubes Berazategui, Excursionistas y Luján.
En el 2016 llegá a Ecuador a jugar al Gualaceo, Posteriormente pasa al Colón. pero en el 2018 retorna al Gualaceo.

## Clubes
| Club           | País        | Año               |
| -------------- | ----------- | ----------------- |
| Berazategui    | Argentina   | 2013 - 2014       |
| Excursionistas | 2014 - 2015 |                   |
| Lujan          | 2016        |                   |
| Gualaceo       | Ecuador     | 2016              |
| Colón          | Ecuador     | 2017              |
| Gualace        | Ecuador     | 2018 - Actualidad |